# Latrodectus mactans

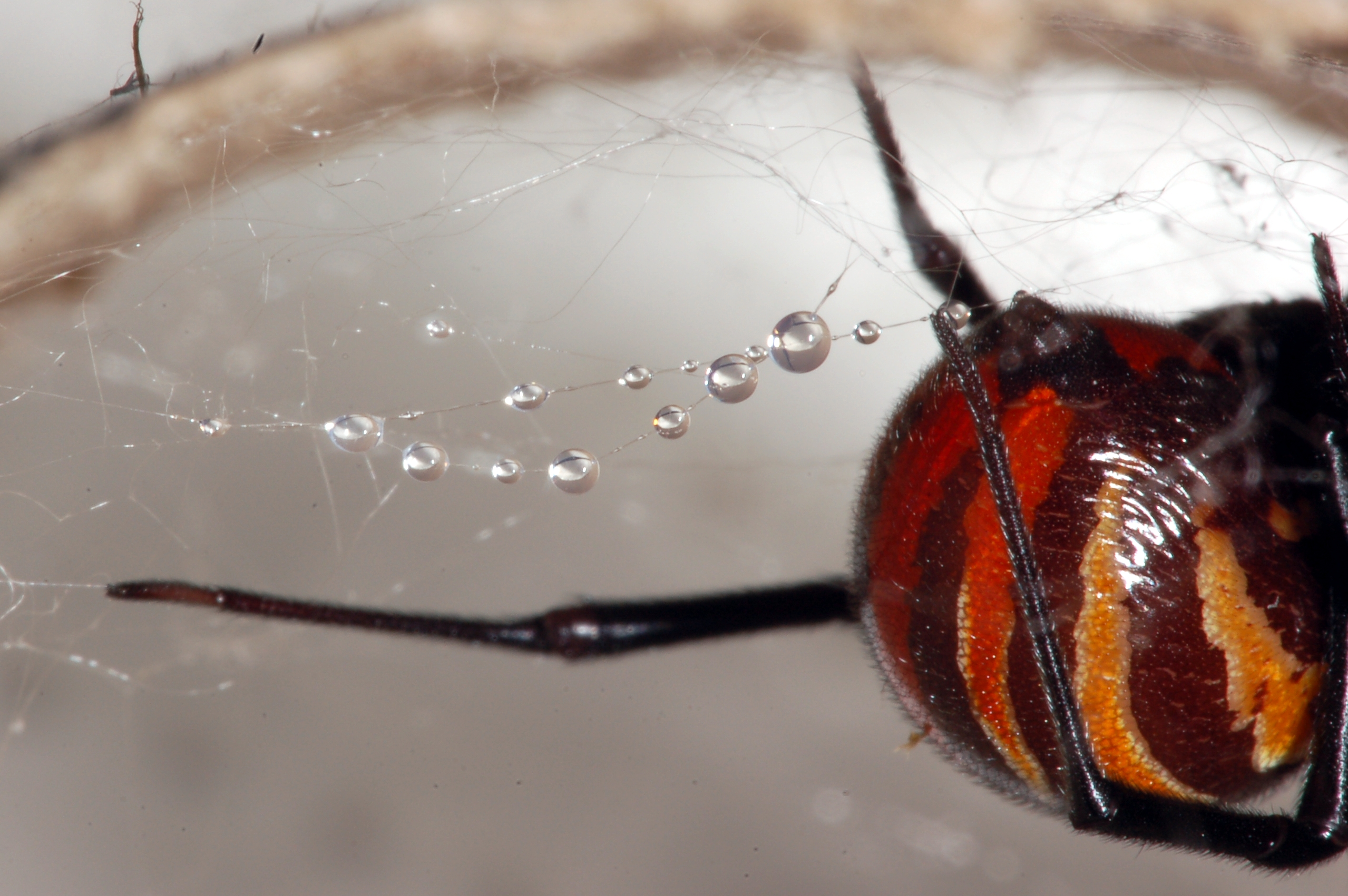
Teranyina

Latrodectus mactans, o la Vídua negra del sud, és una espècie d'aranya molt verinosa dins el gènere Latrodectus (vídues negres). Es distingeixen principalment pel color negre i vermell de la femella i pel fet que aquesta, de vegades, es menja el mascle després de la còpula. És originària dels Estats Units i Mèxic. El verí de la femella és particularment danyí pels humans (les aranyes mascles gairebé mai mosseguen humans).

## Taxonomia
Latrodectlkojijus mactans va ser descrit primer per Johan Christian Fabricius el 1775, ubicant-lo en el gènere Aranea.
Actualment es classifica com de la família Theridiidae a l'ordre Araneae.
Aquesta espècie està estretament relacionada amb Latrodectus tredecimguttatus (la vídua negra del Mediterrani) per a molts taxonomistes serien subespècies i amb Latrodectus hesperus (vídua negra occidental) i Latrodectus variolus (vídua negra septentrional). El gènere Steatoda (falses vídues negres) de vegades es confon amb Latrodectus.
Abans de 1970, quan es va fer la divisió taxonòmica per les vídues negres nord-americanes per part de Kaston, les tres varietats darreres van ser classificades com espècies particulars, L. mactans.

## Descripció
La femella madura fa uns 38 mm de llargada i uns 6 mm de diàmetre. És brillant i de color negre amb una marca en forma de rellotge de sorra ventral al seu abdomen. La mida de les femelles varia molt especialment amb les que porten ous.
El mascle és molt més menut (0,75 cm).

## Alimentació
Normalment s'alimenten d'insectes o altres invertebrats incloent aràcnids que cauen a les seves teranyines.

## Verí
El verí és neurotòxic, a través dels quelícers penetra un mil·límetre dins de la pell humana que és suficient per fer mal però la quantitat injectada és molt petita i en persones sanes no acostuma a ser fatal (63 morts als Estats Units des del 1950 al 1959) però origina una simptomatologia anomenada latrodecisme. S'ha desenvolupat un antídot.